# 特殊部隊旅団 (南アフリカ)
南アフリカ国防軍特殊部隊旅団(South African Special Forces Brigade)は、南アフリカ国防軍の特殊部隊。アパルトヘイト廃止後に再編された。通称レキ（Recces）、日本のメディアではレックス・コマンドと表記されたこともある。

## 概要
ローデシア軍にて対反乱紛争に参加していたローデシアSAS(特に南アフリカ軍兵士で構成されたD中隊)やセルース・スカウツといった特殊部隊員らによって結成された。
アパルトヘイト時代はナミビア、アンゴラ、モザンビークで敵対する黒人抵抗勢力やソビエト連邦やキューバなどから派遣される軍事顧問と戦い、1985年にはソビエト空軍の保有するAn-12航空機を撃墜するといった戦果を挙げた。
アパルトヘイトが終了した1994年以降は中央アフリカ共和国やコンゴ共和国の紛争に参加し、コンゴにおいては狙撃手が2,125mという世界第6位の長距離狙撃に成功している。

## 選考・訓練

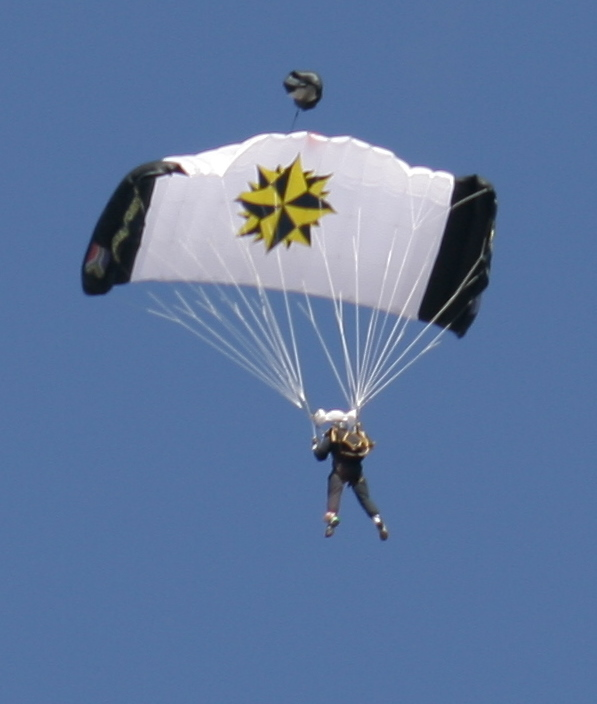
パラシュートに描かれた特殊部隊旅団のマーク

### 選考前
選考前に心理テストと身体検査が行われ、これに合格したものが選考訓練に参加できる。

### 選考
特殊部隊旅団の選考過程においては一週間食糧と睡眠を絶つ。30kmの道のりを30kgの荷物を持って決められた時間で踏破するなど他国の特殊部隊と比べても厳しい試練が行われ、志願者のうち120人に1、2人ほどしか合格できず、誰一人合格できない場合もあるという。

### 訓練
訓練の過程で空挺、ブッシュクラフト、コンバットトラッキング、サバイバル、登山、狙撃、爆破、潜水、医療といった戦闘技能を教え込まれることになる。

## 編成

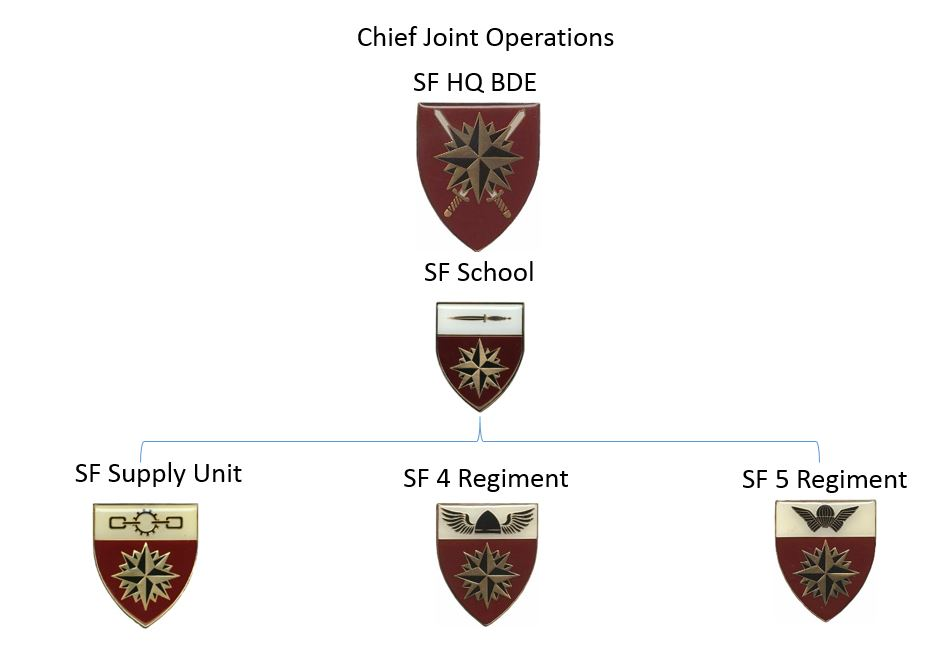
特殊部隊旅団の現編成

### 現在
- 特殊部隊司令部
- 第4特殊部隊連隊
- 第5特殊部隊連隊
- 特殊部隊予備役
- 特殊部隊学校
- 特殊補給部隊

### 過去
- 第1偵察コマンドー(D中隊より派生)
- 第2偵察コマンドー(別名「ハンターグループ」、市民部隊)
- 第3偵察コマンドー(セルース・スカウツ出身者で構成)
- 第4偵察コマンドー(水中任務を行う部隊)
- 第5偵察コマンドー(陸上任務を行う部隊)
- 第6偵察コマンドー(ローデシアSASより派生)

## 装備
- ブローニング・ハイパワー
- H&K MP5
- ベクター R5
- AK47
- H&K HK33
- ベクター R1
- H&K G3
- SS-77機関銃
- RPD軽機関銃
- PK (機関銃)
- H&K PSG1
- ダネル NTW-20
- RPG7
- ミラン (ミサイル)
- 63式107mmロケット砲

## リンク
- 特殊部隊旅団についてのサイト